# Vaux-sur-Poligny
Pour les articles homonymes, voir Vaux.
Vaux-sur-Poligny est une ancienne commune française située dans le département du Jura, dans la région culturelle et historique de Franche-Comté et la région administrative Bourgogne-Franche-Comté. Le 1er janvier 2025, elle fusionne avec Poligny sous le statut de la commune nouvelle.
Ses habitants sont appelés les Vauxois et Vauxoises.

## Géographie

### Climat
Pour des articles plus généraux, voir Climat de la Bourgogne-Franche-Comté et Climat du département du Jura.
En 2010, le climat de la commune est de type climat de montagne, selon une étude du Centre national de la recherche scientifique s'appuyant sur une série de données couvrant la période 1971-2000. En 2020, Météo-France publie une typologie des climats de la France métropolitaine dans laquelle la commune est exposée à un climat semi-continental et est dans la région climatique Jura, caractérisée par une forte pluviométrie en toutes saisons (1 000 à 1 500 mm/an), des hivers rigoureux et un ensoleillement médiocre. 
Pour la période 1971-2000, la température annuelle moyenne est de 10,2 °C, avec une amplitude thermique annuelle de 17,1 °C. Le cumul annuel moyen de précipitations est de 1 430 mm, avec 13,8 jours de précipitations en janvier et 9,4 jours en juillet. Pour la période 1991-2020, la température moyenne annuelle observée sur la station météorologique de Météo-France la plus proche, « Le Fied_sapc », sur la commune du Fied à 6 km à vol d'oiseau, est de 9,8 °C et le cumul annuel moyen de précipitations est de 1 434,5 mm. 
La température maximale relevée sur cette station est de 37,3 °C, atteinte le 19 juillet 2022 ; la température minimale est de −28,4 °C, atteinte le 20 décembre 2009,,. 
Les paramètres climatiques de la commune ont été estimés pour le milieu du siècle (2041-2070) selon différents scénarios d'émission de gaz à effet de serre à partir des nouvelles projections climatiques de référence DRIAS-2020. Ils sont consultables sur un site dédié publié par Météo-France en novembre 2022.

## Urbanisme

### Occupation des sols
L'occupation des sols de la commune, telle qu'elle ressort de la base de données européenne d’occupation biophysique des sols Corine Land Cover (CLC), est marquée par l'importance des forêts et milieux semi-naturels (50,3 % en 2018), une proportion identique à celle de 1990 (50,3 %). La répartition détaillée en 2018 est la suivante : 
forêts (50,3 %), prairies (33,4 %), zones agricoles hétérogènes (16 %), terres arables (0,2 %), zones urbanisées (0,1 %). L'évolution de l’occupation des sols de la commune et de ses infrastructures peut être observée sur les différentes représentations cartographiques du territoire : la carte de Cassini (XVIIIe siècle), la carte d'état-major (1820-1866) et les cartes ou photos aériennes de l'IGN pour la période actuelle (1950 à aujourd'hui).

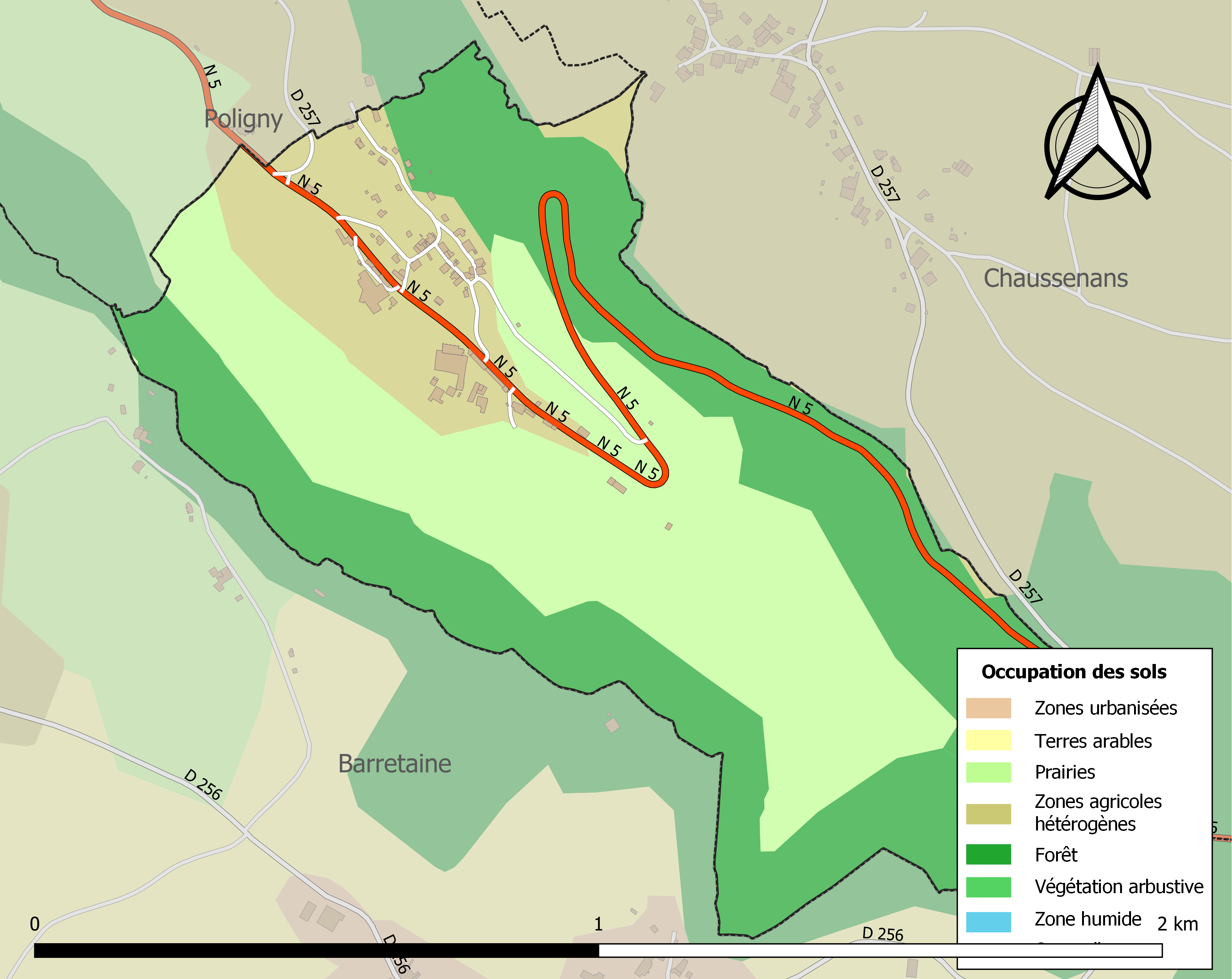
Carte des infrastructures et de l'occupation des sols de la commune en 2018 (CLC).

## Histoire
Par un arrêté préfectoral du 4 décembre 2024, Vaux-en-Poligny forme avec Poligny la commune nouvelle de Poligny au 1er janvier 2025.

## Politique et administration
| Période      | Période       | Identité        | Étiquette     | Qualité       |
| ------------ | ------------- | --------------- | ------------- | ------------- |
| mars 2001    | mars 2008     | Jacques Mignot  |               |               |
| mars 2008    | mars 2014     | Annie Regazzoni |               |               |
| mars 2014    | mars 2020     | André Roy       | Apparenté PCF | Fonctionnaire |
| octobre 2020 | décembre 2024 | Cyrille Pasteur |               |               |

## Démographie
L'évolution du nombre d'habitants est connue à travers les recensements de la population effectués dans la commune depuis 1793. Pour les communes de moins de 10 000 habitants, une enquête de recensement portant sur toute la population est réalisée tous les cinq ans, les populations de référence des années intermédiaires étant quant à elles estimées par interpolation ou extrapolation. Pour la commune, le premier recensement exhaustif entrant dans le cadre du nouveau dispositif a été réalisé en 2007.

En 2022, la commune comptait 82 habitants, en évolution de −1,2 % par rapport à 2016 (Jura : −0,81 %, France hors Mayotte : +2,11 %).
| 1793 | 1800 | 1806 | 1821 | 1831 | 1836 | 1841 | 1846 | 1851 |
| ---- | ---- | ---- | ---- | ---- | ---- | ---- | ---- | ---- |
| 186  | 184  | 203  | 219  | 229  | 214  | 188  | 347  | 299  |

| 1856 | 1861 | 1866 | 1872 | 1876 | 1881 | 1886 | 1891 | 1896 |
| ---- | ---- | ---- | ---- | ---- | ---- | ---- | ---- | ---- |
| 263  | 277  | 351  | 342  | 373  | 331  | 335  | 147  | 337  |

| 1901 | 1906 | 1911 | 1921 | 1926 | 1931 | 1936 | 1946 | 1954 |
| ---- | ---- | ---- | ---- | ---- | ---- | ---- | ---- | ---- |
| 271  | 231  | 103  | 97   | 271  | 218  | 323  | 250  | 281  |

| 1962 | 1968 | 1975 | 1982 | 1990 | 1999 | 2006 | 2007 | 2012 |
| ---- | ---- | ---- | ---- | ---- | ---- | ---- | ---- | ---- |
| 124  | 118  | 108  | 112  | 82   | 112  | 100  | 98   | 96   |

| 2017 | 2022 | - | - | - | - | - | - | - |
| ---- | ---- | - | - | - | - | - | - | - |
| 77   | 82   | - | - | - | - | - | - | - |

C'est la commune de France avec le plus fort taux de population comptée à part en 2006 selon l'Insee, avec 48,7 % (95 personnes pour une population totale de 195 habitants). Ce taux est dû à l'internat du collège privé Notre-Dame situé sur la commune.

## Culture locale et patrimoine

### Lieux et monuments
- Prieuré Notre-Dame (XIe s), reconstruit au XIXe s et réaménagé en petit séminaire (1822), puis en école et en collège catholique privé (1966-2009);
- Église Notre-Dame (XIXe s), ancienne église du prieuré, propriété de la commune depuis 1906;
- Château (XIXe s), ancienne demeure du directeur du séminaire, aujourd'hui propriété privée;
- Reculée de Vaux;
- Cascade, jardin du château;
- La Glantine, ruisseau prenant sa source dans la reculée.

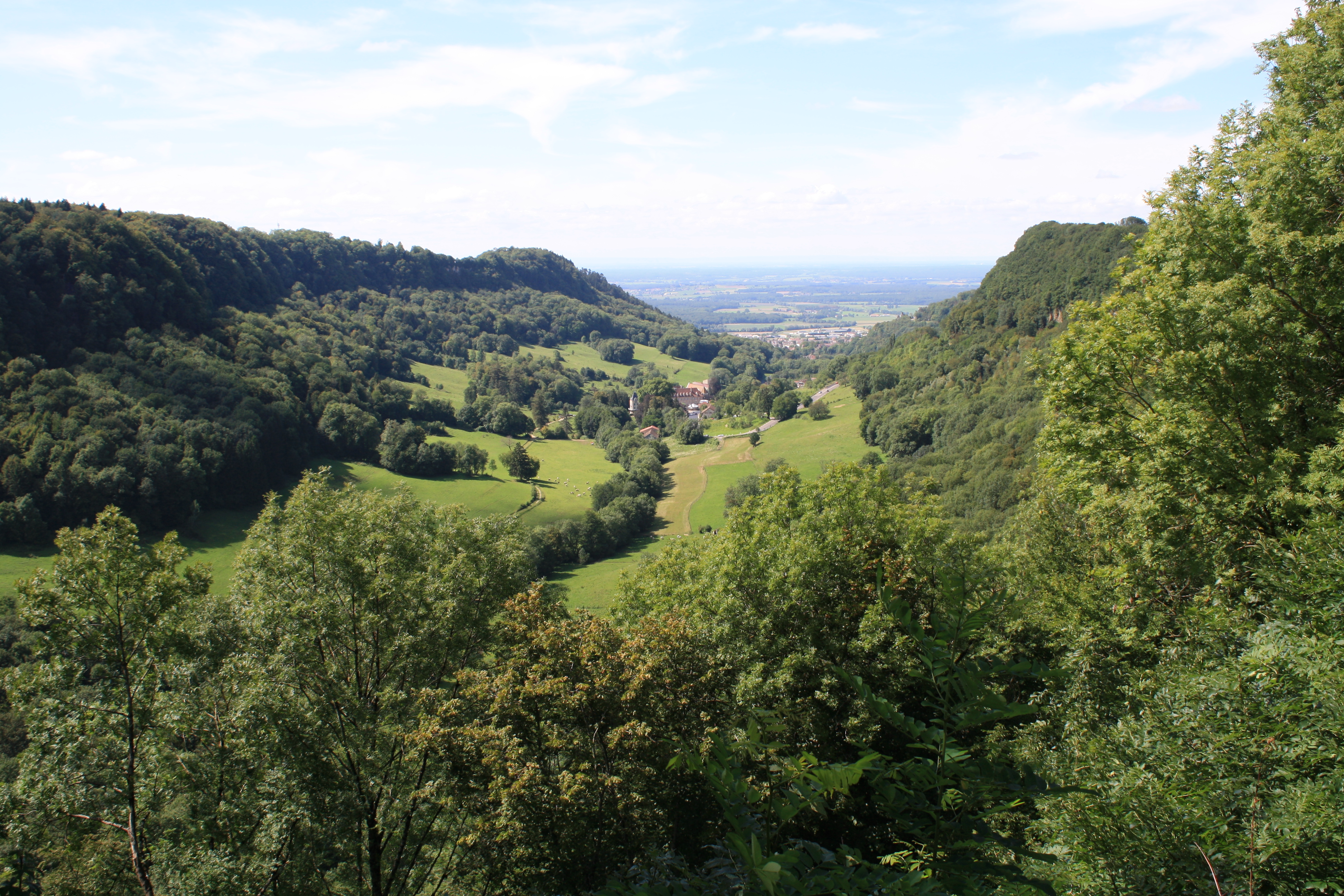
Reculée de Vaux.
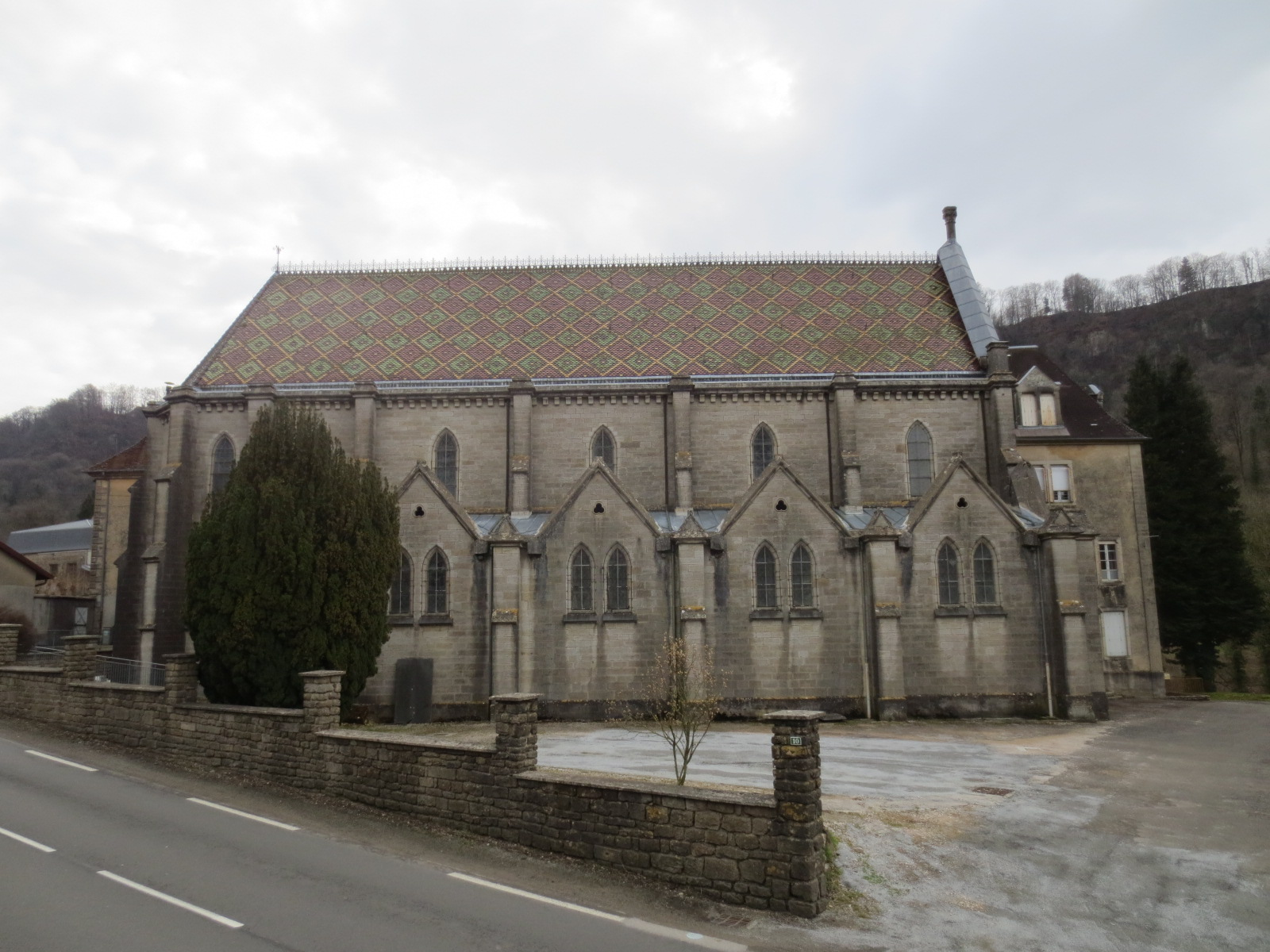
Église Notre-Dame (prieuré).
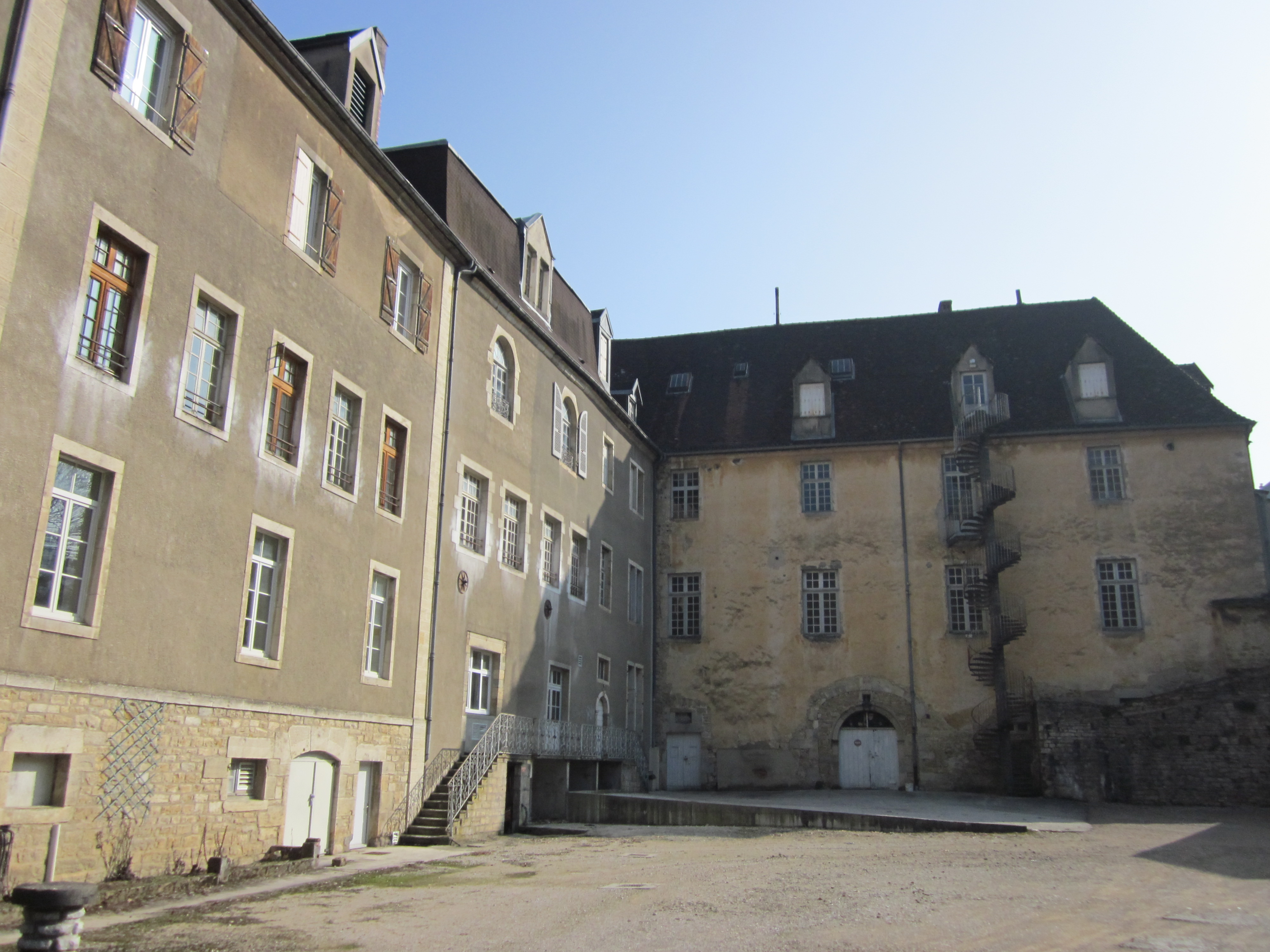
Ancien séminaire (prieuré).
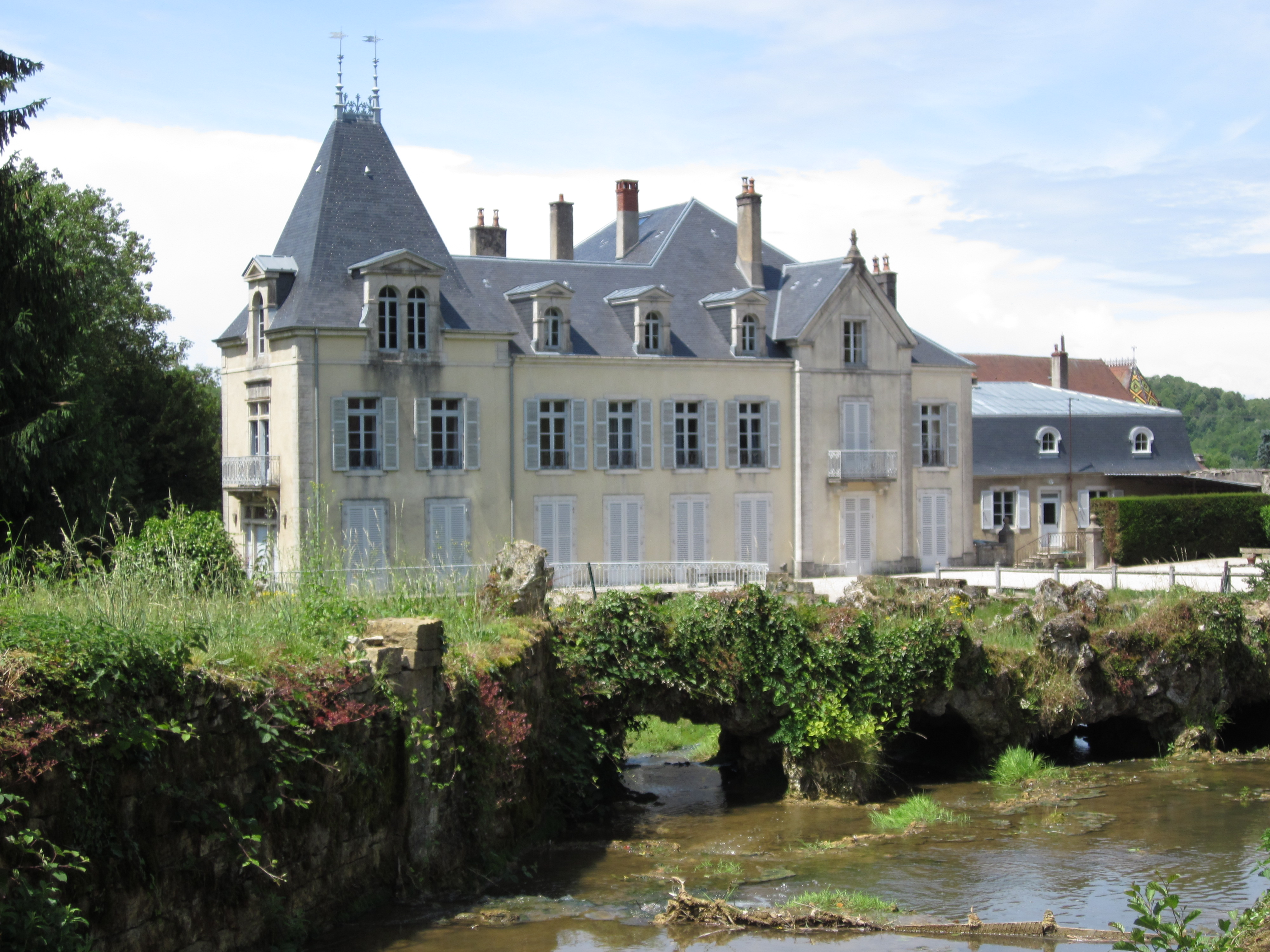
Le château et la Glantine.

### Personnalités liées à la commune
- Louis Milcent, auditeur au Conseil d'État, créateur du Syndicat agricole de Poligny (1884) et de la caisse de Crédit agricole (1885), fondateur du Syndicat des Fruitières du Jura.
- Jean Bulle (1913-1944), élève du petit séminaire dans les années 1920.
- Hubert-Félix Thiéfaine passa quatre ans au petit séminaire au début des années 1960.

### Héraldique
|  | Les armes de la commune se blasonnent ainsi : D'azur aux trois bonnets albanais d'or. |